# Giovanni d'Aiello
Giovanni d'Aiello, o Giovanni da Salerno (Salerno, ... – Catania, 4 febbraio 1169), è stato un vescovo cattolico italiano.

## Biografia
Giovanni era uno dei fratelli del potente Matteo da Salerno, funzionario della corte normanna del Regno di Sicilia.
Il suo nome compare nello sviluppo delle trame che avvelenarono una fase convulsa degli equilibri intorno alla curia normanna e che contrapponeva suo fratello al gruppo di cavalieri giunto al comando di Stefano di Perche e di cui faceva parte anche il religioso Pietro di Blois. Quest'ultimo caldeggiò la nomina di suo fratello, Guglielmo di Blois, alla prestigiosa cattedra dell'arcidiocesi di Catania, ma questa aspirazione, sostenuta anche dalla regina Margherita di Navarra, si rivelò avventata: prevalsero gli interessi di Matteo da Salerno, che riuscì a imporre il nome di suo fratello, che fu vescovo dal 1167, ordinato da papa Alessandro III il 26 luglio 1168.
Guglielmo, deluso, dovette accontentarsi su un incarico più umile, abate di un monastero sulla Sila. Il suo risentimento si trasformò in gioia qualche anno dopo, quando il suo rivale fu colpito da quella che interpretò come una punizione divina: il 1169, infatti Giovanni da Salerno morì, sepolto dal terremoto che devastò Catania.